# 푸트르노
푸트르노(스페인어: Futrono)는 칠레 로스리오스 주 랑코 현의 코무나이다.